# Apodemia nais
Apodemia nais is een vlindersoort uit de familie van de prachtvlinders (Riodinidae), onderfamilie Riodininae.
Apodemia nais werd in 1877 beschreven door W. Edwards.